# Zespół otwartych basenów w Kluczborku
Zespół otwartych basenów w Kluczborku – nieistniejący już zespół otwartych basenów kąpielowych w parku miejskim, w Kluczborku.

## Historia
8 czerwca 1918 roku w Kluczborku otwarto kompleks basenów, w parku miejskim. Ich budowa trwała rok, a przedsięwzięcie realizowała spółka powstała w marcu 1917 roku. Zbiornik wodny miał pojemność ok. 1200 m³. Drewniana przegroda dzieliła go na dwie części – zwykły basen i brodzik. Oprócz tego kąpielisko posiadało zjeżdżalnię, trzy trampoliny i szatnie. Od 1928 roku na baseny mogły przyjść kobiety, ale ściśle wyznaczonym czasie (2,5 godziny tygodniowo). W 1938 r. przeprowadzono modernizację obiektu, który po tych inwestycjach mógł gościć do 4000 osób dziennie. Kąpielisko w parku miejskim funkcjonowało do lat 90. XX wieku, kiedy to niszczejący kompleks został ostatecznie zamknięty.